# Parakarstenia
Parakarstenia is een monotypisch geslacht van korstmossen dat behoort tot de familie Odontotremataceae van de ascomyceten. De typesoort is Parakarstenia phyllostachydis.